# Hygrohypnum liukiuense
Hygrohypnum liukiuense là một loài rêu trong họ Amblystegiaceae. Loài này được Sakurai mô tả khoa học đầu tiên năm 1932. Danh pháp khoa học của loài này chưa được làm sáng tỏ. 